# Münchschwanderhof
Der Münchschwanderhof – im regionalen Dialekt Minschwannerhof genannt – ist ein Wohnplatz innerhalb der Stadt Otterberg.
Der Ort liegt rund zwei Kilometer östlich der Kernstadt auf einer Lichtung im Otterberger Wald. Er besteht aus lediglich einer Straße, die genau wie der Ort selbst heißt.
Der Münchschwanderhof ist über Kreisstraße 36 an das Straßennetz angebunden. Zeitweilig verfügte der Ort über eine Anbindung an das Busliniennetz, die jedoch im Jahr 2016 eingestellt wurde.

## Geschichte
Das Kloster Otterberg war im Ort begütert. 1928 hatte der Münchschwanderhof 70 Einwohner, die in 14 Wohngebäuden lebten.